# Alekseï Ielisseïev
Pour les articles homonymes, voir Ielisseïev.
Alekseï Stanislavovitch Ielisseïev également Elisseïev ou Yelisseïev (en russe : Алексей Станиславович Елисеев) est un cosmonaute soviétique, né le 13 juillet 1934.

## Vols réalisés
- 15 janvier 1969 : à bord de Soyouz 5, avec son coéquipier Ievgueni Khrounov, il procède à une sortie orbitale pour rejoindre Vladimir Chatalov à bord de Soyouz 4. Il revient sur Terre le 17 janvier 1969.
- 13 octobre 1969 : à bord de Soyouz 8, il réalise un vol groupé avec Soyouz 6 et Soyouz 7. Il atterrit le 17 octobre 1969.
- 22 avril 1971 : amarrage de Soyouz 10 à la station Saliout 1, sans toutefois pouvoir y pénétrer à cause d'un problème technique. Le véhicule atterrit le 25 avril 1971.